# 精神病院の用語の整理等のための関係法律の一部を改正する法律
精神病院の用語の整理等のための関係法律の一部を改正する法律（せいしんびょういんのようごのせいりとうのためのかんけいほうりつのいちぶをかいせいするほうりつ、平成18年6月23日法律94号）は、従前の「精神病院」を「精神科病院」にするなど、関連用語の整理改正に関する法律である。

## 概要
精神保健及び精神障害者福祉に関する法律、覚せい剤取締法、精神保健福祉士法、沖縄振興特別措置法、障害者自立支援法の条文内の「精神病院」を「精神科病院」に、警察官職務執行法の「精神病者収容施設」を削除して、精神医療機関に対し国民の正しい理解を深め、患者が受診しやすい環境を作るのが目的である。
この法律案は、議員立法にて発議されたもので、第164回国会、参議院厚生労働委員会に提出された。提案者は自由民主党所属の西島英利（精神科医）。2006年6月15日、同委員会にて趣旨説明を聴取後、全会一致で法律案として提出することを決定した。